# Lindsay Motor Manufacturing
Die Lindsay Motor Manufacturing Co. Ltd. war ein britischer Automobilhersteller in Woodbridge (Suffolk). Ab 1902 entstanden motorisierte Dreiräder. Zwischen 1906 und 1908 wurden Fahrzeuge der unteren Mittelklasse gebaut.
1906 gab es drei Modelle, den Lindsay 6 hp (ca. 800 cm³ Hubraum), den Lindsay 12 hp (ca. 1400 cm³ Hubraum) und den Lindsay 14 hp (ca. 1600 cm³ Hubraum). Weitere Daten sind über diese Fahrzeuge allerdings nicht bekannt.
1908 kam der Lindsay 16 hp. gestellt. Er besaß einen Vierzylinder-Reihenmotor mit 1,8 Liter Hubraum. Der Radstand des 3607 mm langen und 1676 mm breiten Fahrzeuges betrug 2388 mm, seine Spurweite 1130 mm und das Gewicht des Fahrgestells 559 kg.
Im selben Jahr verschwand die Marke wieder vom Markt.

## Modelle
| Modell | Bauzeitraum | Zylinder | Hubraum  | Radstand |
| ------ | ----------- | -------- | -------- | -------- |
| 16 hp  | 1908        | 4 Reihe  | 1809 cm³ | 2388 mm  |